# Intel GMA
Intel GMA (англ. Graphics Media Accelerator — лінійка графічних процесорів компанії Intel, інтегрованих у різні набори мікросхем материнських плат.
Intel GMA є спадкоємцем більш ранніх технологій — Intel Extreme Graphics і Intel Extreme Graphics 2.

## Графічні ядра
Лінійка Intel GMA (Graphics Media Accelerator) графічних процесорів Intel замінює попередні «Intel Extreme Graphics», і дискретних AGP і PCI карт Intel740, а також інтегровану версію Intel740 в чипсеті Intel 810.
Перші представники архітектури GMA підтримували тільки кілька функцій на апаратному рівні, і покладалися на центральний процесор для обробки багатьох функцій графічного конвеєра, що призводило до вельми низької продуктивності. Однак з появою 4-го покоління Intel GMA (GMA X3000) в 2006 році, багато функції було покладено на апаратні засоби графічного процесора, що забезпечило істотний приріст продуктивності. GMA 4-го покоління поєднує блоки з фіксованими функціями з потоковим масивом програмованих блоків, забезпечуючи переваги як для обробки графіки, так і для прискорення та обробки відео. Багато з переваг нової архітектури GMA виходять з здібності гнучко перемикатися за потреби між виконанням графічних завдань і завдань по обробці відео даних. Хоча продуктивність вбудованих рішень Intel в минулому вважалася недостатньою для комп'ютерних ігор, останнє покоління GMA повинно влаштувати рівнем продуктивності багатьох недосвідчених гравців в іграх минулих років.
Незважаючи на схожість, основна серія Intel GMA IGPs не базується на технологіях PowerVR ліцензованих у Imagination Technologies. Intel стала використовувати малопотужні процесори PowerVR MBX в чипсетах, що підтримують платформу XScale, а після продажу XScale в 2006 році ліцензію на PowerVR SGX використовували для ядра GMA 500 IGP яке призначене для процесорів на платформі Intel Atom.

## GMA 900
GMA 900 була першим графічним ядром виробництва корпорації Intel під ім'ям Graphics Media Accelerator і був інтегрований в набори системної логіки Intel 910G, 915G і 915Gx.
3D-архітектура GMA 900 була значно перероблена в порівнянні з попередніми графічними процесорами Extreme 3D. Особливості: швидкість обробки 4 пікселі за такт, підтримка шейдерної моделі 2.0 і DirectX 9. Робоча тактова частота в діапазоні від 160 до 333 МГц, в залежності від чипсета. Так, на частоті 333 МГц має пікову швидкість заливки 1332 млн пікселів в секунду. Однак, архітектура дотепер не має підтримки для блоків Hardware T & L (апаратної трансформації та освітлення) і вершинних шейдерів.
Як і в попередніх інтегрованих графічних ядрах Intel GMA 900 має апаратну підтримку для компенсації руху в MPEG-2, перетворення колірного простору і оверлею DirectDraw.
Процесор використовує різні тактові генератори для блоків відображення та обробки. Блок відображення містить 400 МГц RAMDAC (швидка відеопам'ять, об'єднана з цифроаналоговим перетворювачем), два послідовних порти DVO зі швидкістю 25-200 Мпіксел /с і 2 контролери відображення. У мобільних чипсетах включено до двох 18-бітних передавача LVDS, що працюють на частоті 25-112 МГц.